# ميتشيل سميث
ميتشيل سميث (بالإنجليزية: Mitchell Smith)‏ (2 أغسطس 1935)؛ روائي أمريكي.

## روابط خارجية
- ميتشيل سميث على موقع IMDb (الإنجليزية)